# Fyra veckor i juni
Fyra veckor i juni är en svensk dramafilm från 2005 i regi av Henry Meyer.

## Handling
Sandra döms till villkorlig dom efter att ha försökt skada sin pojkvän, flyttar till en liten småstad och börjar jobba på Myrorna. Hon undviker kontakt med alla människor, tills hon en dag börjar prata med granntanten Lilly och den polske snickaren Marek som arbetar på ställningen utanför hennes fönster.

## Om filmen
Filmen är inspelad i Stockholm och Luleå sommaren 2004. Ghita Nørby belönades med en Guldbagge för bästa kvinnliga biroll för sin roll som Lilly. 

## Skådespelare (urval)
- Tuva Novotny – Sandra
- Ghita Nørby – Lilly
- Jessica Zandén – Lillys dotter Rebecka
- Lukasz Garlicki – Marek
- Sissela Kyle – Butikschef
- Nina Wähä - Arbetskollega
- Anja Lundqvist – Arbetskollega
- Leonard Terfelt – Johan, förman